# Max Zschokke
Max Zschokke (* 1. August 1886 in Zürich; † 20. Dezember 1960) war ein Schweizer Bauingenieur und Bergbau-Pionier.

## Leben
Max Zschokke war ein Urenkel des Schriftstellers und Pädagogen Heinrich Zschokke. Er wurde am 1. August 1886 als Sohn Erwin Zschokkes (1855–1929), des Professors für Veterinärmedizin an der Universität Zürich, geboren. Im Jahr 1906 begann er das Studium an der Eidgenössischen Technischen Hochschule Zürich, das er 1910 abschloss. In dieser Zeit erkrankte sein Onkel Richard Zschokke, der die Leitung des Baus der Jungfraubahn innehatte, schwer, und Max Zschokke übernahm dessen Vertretung für das letzte Erstellungsjahr. Er konnte das Werk erfolgreich zum Abschluss bringen. Während seines Aufenthalts in Grindelwald lernte er seine spätere Ehefrau Emma Luchsinger (1881–1972) kennen. Von 1912 bis 1913 war er in Kapstadt in Südafrika, um – wiederum im Auftrag seines Onkels – ein Bergbahnprojekt zu begleiten. Am 28. April 1913 heiratete er in Grindelwald Emmy Beckel.
Die berufliche Laufbahn von Max Zschokke wurde in den Jahren 1914 bis 1917 durch den Aktivdienst als Sappeurhauptmann unterbrochen, bevor er nach 1917 als Inspektor des Bergbaubüros für das Eidgenössische Volkswirtschaftsdepartement arbeitete. In dieser Eigenschaft kam er erstmals mit dem Bergwerk Käpfnach in Berührung.

## 1917 bis 1921
Infolge des kriegsbedingten Rohstoffmangels versuchte die Gemeinde Horgen den Kohleabbau voranzutreiben, kam jedoch nur schleppend voran, sodass sich Zschokke 1918 um die Konzession zum Kohleabbau in Käpfnach bewarb, welche ihm im Juli 1918 erteilt wurde. Dem am 11. November 1918 eigens gegründeten Unternehmen «Bergwerk Gottshalden M. Zschokke & Compagnie» blieb der Erfolg versagt, weil inzwischen wieder bessere und billigere Kohle importiert werden konnte. Unter Verlust aller Einlagen der Kommanditäre musste Zschokke die Firma 1921 liquidieren.
Zschokke war von 1920 bis 1940 Inhaber eines Ingenieurbüros in Zürich Selnau, das sich auf Bergbahnen spezialisierte. Der Schweizerische Ingenieur- und Architektenverein berief ihn 1922 zum Sekretär. Nach dem Kauf des Panorama-Areals in Zürich baute Zschokke das «Hotel Bellerive au Lac».

## 1941 bis 1947
Die zunehmende Kohleverknappung seit Ausbruch des Zweiten Weltkriegs bewog Max Zschokke 1941, sich erneut um die Abbaukonzession in Horgen zu bewerben. Sein Gesuch wurde von der Finanzdirektion des Kantons Zürich in nur 14 Tagen bewilligt, sodass die Braunkohlen-Genossenschaft Horgen am 8. Februar 1941 den Betrieb aufnahm. Unter der Leitung Zschokkes förderten die Bergleute bis 1947 53'000 t Kohle, etwa 5 % der Gesamtschweizer Förderung. In der Überzeugung, dass ein rentabler Abbau nach Kriegsende nicht möglich ist, entschloss sich Zschokke, den Betrieb zurückzufahren und geordnet zu schliessen. Gleichzeitig legte er der Konzessionsbehörde ein Versatzkonzept zur langfristigen Sicherung der vorhandenen Hohlräume vor. Am 5. Oktober 1945 wurde die Firma «Zschokke & Co., Ingenieurbüro» mit der Arbeitsausführung betraut.

## Leistung
Unter der Leitung von Max Zschokke wurde im grössten Braunkohlebergwerk der Schweiz, in schwieriger Zeit, die volkswirtschaftliche Leistung erbracht, ein schwaches Kohleflöz mit Ertrag abzubauen.